# Fernando Tarrida del Mármol
Fernando Tarrida del Mármol   (l'Havana, 2 d'agost de 1861 - Londres, 15 de març de 1915) fou un pensador, activista i escriptor anarquista cubano-català.

## Biografia
Pertanyia a una rica família d'emigrants catalans (, i la seva mare cubana estava emparentada amb el general insurrecte Donato Mármol Tamayo. De retorn a la Península quan ell tenia dotze anys, el seu pare, Joan Tarrida i Ferratges, va crear a Sitges la primera fàbrica de calçat espanyola (1874). Després d'estudiar el batxillerat, va continuar els seus estudis al lycée francès de Pau i finalment va graduar-se com a enginyer industrial a la universitat de Barcelona. Després d'un pas breu pel republicanisme, als divuit anys va abraçar les idees del col·lectivisme anarquista i va ingressar a la Secció Vària de la Federació Regional. Aviat va adscriure’s al grup La Luz. Círculo Libre Pensador de Barcelona, que tenia la seva seu a la Societat de Tipògrafs i que va ser fundat el 1885 per una colla de republicans i anarquistes encapçalats per Rossend Arús. Aquest grup editava un setmanari titulat La Luz. Periódico Librepensador i, des del començament, va estar estretament vinculat amb el grup de la Tipografía La Academia, un taller que era propietat del republicà federal Evarist Ullastres i que regentava Rafael Farga Pellicer des de 1879. Molt amic d'Anselmo Lorenzo, va col·laborar sovint a la «revista sociològica» Acracia (1886-1888) i posteriorment a El Productor (1887-1893), un periòdic col·lectivista sorgit del Círculo Obrero La Regeneración.
Va guanyar diversos premis en els Certàmens Socialistes que van tenir lloc a Reus (1885) i Barcelona (1889). En aquests anys, va elaborar diverses i notables aportacions teòriques que prenien la ciència i el racionalisme com a punt de partida fonamental i va formular la teoria de l'«anarquisme sense adjectius», que va permetre superar la polèmica entre el col·lectivisme bakuninista i el comunisme llibertari o anarcocomunisme.
Al costat d'aquest procés d'elaboració teòrica, l'activisme de Fernando Tarrida en aquells anys va ser frenètic, sobretot per mitjà de conferències i mítings als quals era requerit a causa de la seva capacitat oratòria. Va prendre part també en una desena de reunions internacionals de signe obrer i lliurepensador en representació de l'anarquisme espanyol.
Després de l'atemptat del carrer dels Canvis Nous (1896), Tarrida va ser detingut i empresonat al castell de Montjuïc, juntament amb tots els principals dirigents anarquistes. Gràcies a influències familiars, va aconseguir ser posat en llibertat al cap de trenta-vuit dies i tot seguit va exiliar-se a París, on va iniciar una campanya internacional de denúncia dels empresonaments i de les tortures infligides als detinguts, així com de les irregularitats processals i de l'arbitrarietat de les condemnes que, el maig de 1897, van comportar l'afusellament de cinc homes innocents i la presó i el desterrament de molts altres. La campanya, que va arrencar amb la publicació de diversos articles de Tarrida a La Revue blanche i a L'Intransigeant, va saltar també al Regne Unit i la premsa espanyola se'n va fer ressò.
Expulsat de França, Tarrida va instal·lar-se a Londres (agost de 1897), on restaria fins al final de la seva vida. Mentrestant, la intensa campanya contra el procés de Montjuïc va guanyar noves adhesions i va potenciar-se encara més amb la creació de nombrosos comitès de suport, a Europa i Amèrica. Simultàniament, Tarrida havia creat uns anomenats Tribunals d'Honor contra les autoritats polítiques, militars i policials espanyoles i havia resumit els eixos de la seva infatigable denúncia en un llibre, Les Inquisiteurs d'Espagne. Montjuich, Cuba, Philippines, que de seguida va merèixer tres edicions. Obtingut finalment un indult vergonyant el gener de 1900, la campanya no va aconseguir tanmateix l'anul·lació o la revisió del procés.
Tarrida va fer amistat a Londres amb altres personatges exiliats, com ara Errico Malatesta, Louise Michel o el príncep Kropotkin. A més de col·laborar en la premsa anarquista, va exercir com a corresponsal dels periòdics madrilenys Heraldo de Madrid i El País. Va revelar-se també com un notable astrònom. En els darrers anys de la seva vida, va abandonar la seva neutralitat antibel·licista davant la primera guerra mundial i va evolucionar cap a posicions properes al Labour Party britànic. Amb l'aval principal del qui seria premier britànic J. Ramsay MacDonald, va obtenir la nacionalització britànica el 1914. Va morir als 54 anys i va ser enterrat al cementiri de Ladywell, prop de Lewisham. A la làpida de la seva tomba, hi figura l'epitafi següent: «For liberty and the cause of the humbled he gave all he had».

## Obres
- «Anarquía, ateísmo y colectivismo», Centro de Amigos de Reus, Primer Certámen Socialista, 1885.
- «La teoría revolucionaria»; «Harmonía pasional» i «La maquinaria en el porvenir», a ¡Honor á los Mártires de Chicago! Grupo «Once de Noviembre», Segundo certamen socialista. Celebrado en Barcelona el día 10 de noviembre de 1889 en el Palacio de Bellas Artes, Barcelona, 1890.
- Les Inquisiteurs d'Espagne. Montjuich, Cuba, Philippines. París, 1897.
- Problemas trascendentales. [Estudios de sociología y ciencia moderna]. París, 1908.
- La juventud actual, col·laboracions: F. Tarrida del Mármol, P. Kropotkine [sic], N. Estévanez [et al.]. La Corunya, 1913.
- Estudio crítico-biográfico de Anselmo Lorenzo. Barcelona, 1915.